# Rose Lokonyen
Rose Nathike Lokonyen (1º gennaio 1993) è una mezzofondista sudsudanese, che dal 2016 rappresenta nelle competizioni internazionali la squadra degli Atleti Olimpici Rifugiati.

## Biografia
Quando aveva dieci anni fuggì a piedi con la famiglia dai soldati giunti nel suo villaggio, Chukudum, nel Sudan del Sud, dirigendosi poi, a bordo di un camion, al campo profughi di Kakuma, nel nord-ovest del Kenya.
Nel 2016 il Comitato Olimpico Internazionale e la Tegla Loroupe Foundation organizzarono alcune gare all'interno dei campi profughi per poter selezionare alcuni atleti che potessero partecipare ai Giochi olimpici di Rio de Janeiro. Rose Lokonyen partecipò a una di queste gare, e arrivò prima nei 5000 metri piani. Da lì, continuò ad allenarsi sulle colline Ngong insieme ad altri rifugiati olimpici e durante una conferenza in streaming con Ginevra le fu comunicato che era stata scelta per partecipare alle Olimpiadi brasiliane nella gara degli 800 metri piani.
Lokonyen fu anche scelta come portabandiera degli Atleti Olimpici Rifugiati durante la cerimonia di apertura dei Giochi di Rio, alla loro prima partecipazione nella storia delle Olimpiadi. L'atleta sudsudanese concluse la sua gara con l'eliminazione al termine delle batterie di qualificazione.
Nel 2017 e 2019 prese parte, rispettivamente, ai mondiali di Londra e a quelli di Doha, ma anche in questo caso non raggiunse le semifinali degli 800 metri piani. Nel 2019 si è però classificata settima alle IAAF World Relays di Yokohama con il team degli atleti rifugiati insieme al compagno di squadra James Chiengjiek.
Si allena con Tegla Loroupe in Kenya, dove risiede.

## Record nazionali
- 800 metri piani: 2'13"39 ( Doha, 27 settembre 2019)

## Progressione

### 800 metri piani
| Stagione | Tempo   | Luogo          | Data      | Rank. Mond. |
| -------- | ------- | -------------- | --------- | ----------- |
| 2019     | 2'13"39 | Doha           | 27-9-2019 | 2265ª       |
| 2017     | 2'20"06 | Londra         | 10-8-2017 | –           |
| 2016     | 2'16"64 | Rio de Janeiro | 17-8-2016 | –           |

## Palmarès
| Anno                                              | Manifestazione  | Sede           | Evento          | Risultato | Prestazione | Note |
| ------------------------------------------------- | --------------- | -------------- | --------------- | --------- | ----------- | ---- |
| In rappresentanza degli Atleti Olimpici Rifugiati |                 |                |                 |           |             |      |
| 2016                                              | Giochi olimpici | Rio de Janeiro | 800 m piani     | Batteria  | 2'16"64     |      |
| 2017                                              | Mondiali        | Londra         | 800 m piani     | Batteria  | 2'20"06     |      |
| 2019                                              | World Relays    | Yokohama       | 2×2×400 m mista | 7ª        | 4'08"80     |      |
| 2019                                              | Mondiali        | Doha           | 800 m piani     | Batteria  | 2'13"39     |      |
| 2021                                              | Giochi olimpici | Tokyo          | 800 m piani     | Batteria  | 2'11"87     |      |

## Campionati nazionali
2019
- In batteria fuori classifica ai campionati keniani assoluti, 800 m piani - 2'18"2 m